# Louie Crew

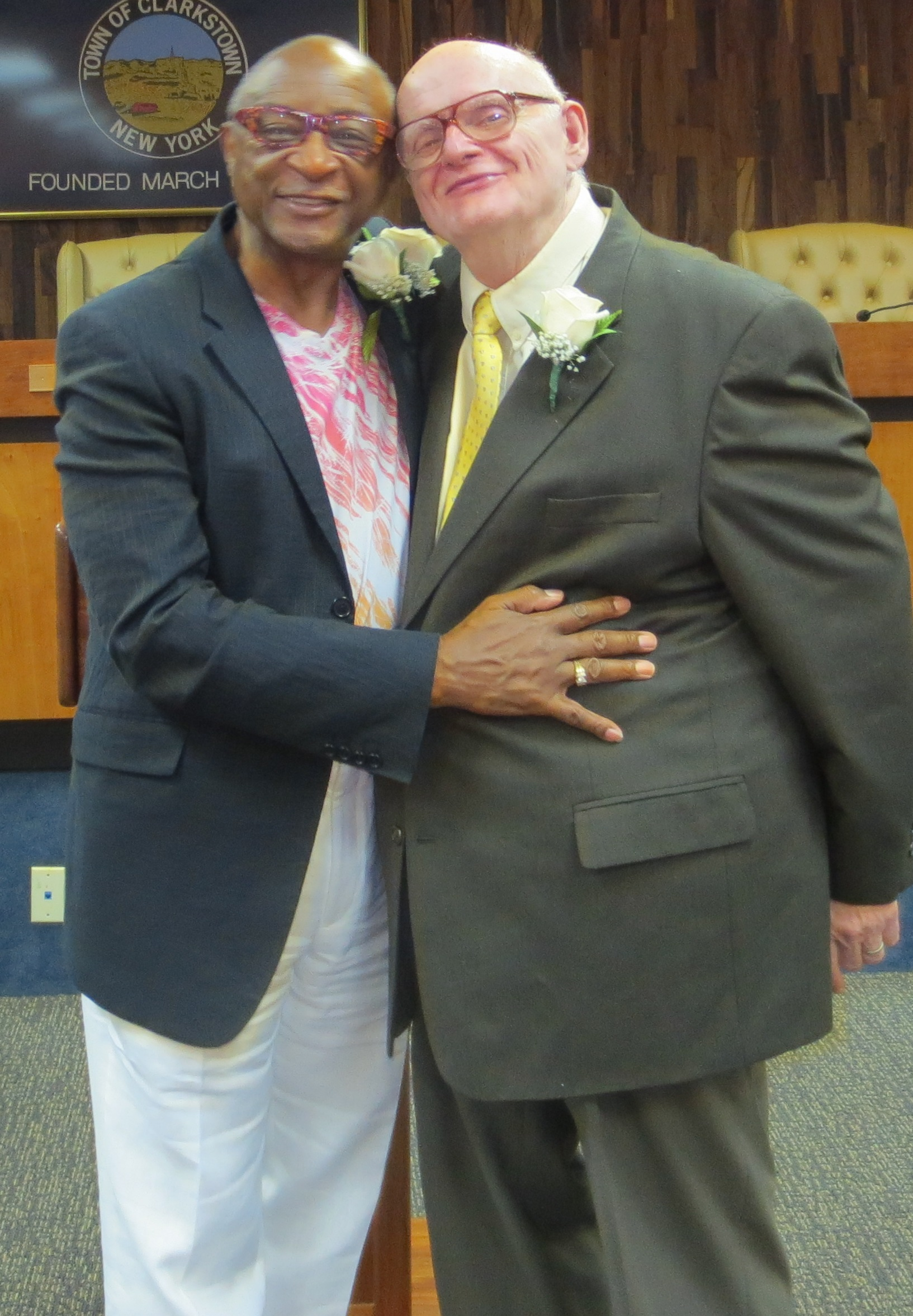
Louie Crew (rechts) 2013 bei der Heirat mit seinem Lebensgefährten Ernest Clay

Louie Crew (* 9. Dezember 1936 in Anniston, Alabama; † 27. November 2019 in Newark, New Jersey) war ein US-amerikanischer Anglist und LGBT-Aktivist. Er war Professor der Anglistik/Amerikanistik an der Rutgers University in Newark. Seine Bekanntheit rührt jedoch mehr von seiner langen und zunehmend erfolgreichen Kampagne für die Akzeptanz von schwulen und lesbischen Menschen durch Christen allgemein, und in der Episkopalkirche der Vereinigten Staaten von Amerika insbesondere, her.

## Beruf
Louie Crew erwarb seinen Bachelor-Abschluss an der Baylor University und den Master-Abschluss 1959 an der Auburn University. Danach unterrichtete er bis zu seiner Emeritierung Englisch an verschiedenen Hochschulen. 1971 promovierte er an der University of Alabama mit einer Doktorarbeit zur Sprache als Instrument des Protests in der Literatur von Charles Dickens.

## Familie
Sein Lebensgefährte, den er 2013 heiratete, war für über 30 Jahre Ernest Clay.

## Glauben
Crew war über Jahrzehnte stark in der Episcopal Church engagiert und gründete 1974 die Organisation IntegrityUSA. Als Crew damit begann, sich für die Akzeptanz schwuler, lesbischer, bisexueller und transgender Personen in der Episcopal Church einzusetzen, wurde er weitgehend verurteilt oder nicht ernst genommen; heute jedoch stimmen viele innerhalb der Episcopal Church mit seinen Ansichten überein. In der Church of Nigeria ist die Zustimmung jedoch geringer; Crew berichtete von einer Begegnung mit Erzbischof Peter Akinola, bei der dieser, als er erfuhr, dass Crew schwul ist, den Kontakt abbrach. In einem Interview mit den New York Times erklärte Akinola, er sei von dem Handschlag beim Kennenlernen sofort zurückgeschreckt, als er von Crews sexueller Orientierung erfuhr.
Ab 1989 war er Mitglied von Grace Church in Newark. Er saß im Executive Council der Episcopal Church von 2002 bis 2006 und diente später als Sekretär für Province II der Episcopal Church. Er unterhielt eine breit gefächerte Webseite mit Informationen über die Episcopal Church und die Anglikanische Gemeinschaft.